# Firozpur (Distrikt)
Der Distrikt Firozpur (Panjabi ਫ਼ਿਰੋਜ਼ਪੁਰ ਜ਼ਿਲ੍ਹਾ) ist ein Distrikt im nordindischen Bundesstaat Punjab. Der Bundesstaat ist nach Firuz Shah Tughlaq benannt, der von 1351 bis 1388 Sultan von Delhi war. Verwaltungssitz ist die Stadt Firozpur.

## Geschichte
2011 wurde der Distrikt Fazilka aus Firozpur ausgliedert, wodurch sich Einwohnerzahl und Fläche verkleinerten.

## Bevölkerung
Da der Distrikt kurz nach der letzten Volkszählung 2011 durch Abtrennung des Distrikts Fazilka verkleinert wurde, liegen keine direkten Volkszählungsergebnisse auf Distriktebene vor.